# دوروثيا أكرمان
دوروثيا أكرمان (بالألمانية: Dorothea Ackermann)‏ هي ممثلة ألمانية، ولدت في 12 فبراير 1752 في غدانسك في بولندا، وتوفيت في 21 أكتوبر 1821.